# Loubeyrat
Loubeyrat é uma comuna francesa na região administrativa de Auvérnia-Ródano-Alpes, no departamento Puy-de-Dôme. Estende-se por uma área de 24,28 km². Em 2010 a comuna tinha 1 380 habitantes (densidade: 56,8 hab./km²).